# تایشی کویاما
تایشی کویاما (ژاپنی: 小山 泰志؛ زادهٔ ۲۹ آوریل ۱۹۸۸) یک بازیکن فوتبال اهل ژاپن است.
از باشگاه‌هایی که در آن بازی کرده‌است می‌توان به باشگاه فوتبال توکیو اشاره کرد.